# Józef Okolski
Józef Okolski (ur. 20 marca 1939 w Poznaniu) – polski prawnik, specjalista z zakresu prawa handlowego, profesor nauk prawnych, profesor zwyczajny Uniwersytetu Warszawskiego.

## Życiorys
Ukończył studia prawnicze na Wydziale Prawa i Administracji Uniwersytetu Warszawskiego w 1962. Od tego roku pracował na tym wydziale, gdzie przeszedł wszystkie szczeble kariery naukowej od asystenta do profesora zwyczajnego. Stopień naukowy doktora uzyskał w roku 1971 na podstawie rozprawy pt. Odpowiedzialność przewoźnika kolejowego za szkody w transporcie towarów, a doktora habilitowanego w 1977 na podstawie pracy Stosunki umowne w procesie inwestycyjnym (umowa o roboty budowlane). W 1988 roku otrzymał tytuł naukowy profesora nadzwyczajnego, a w 1995 objął stanowisko profesora zwyczajnego.
Od 1983 do 2000 był kierownikiem Zakładu Prawa Obrotu Uspołecznionego, przemianowanego następnie na Zakład Prawa Obrotu Gospodarczego, a w 1995 na Katedrę Prawa Handlowego. W latach 1981–1987 był prodziekanem Wydziału Prawa i Administracji UW, w latach 1990–1993 prorektorem do spraw studenckich Uniwersytetu Warszawskiego, a w latach 1993–1999 dziekanem Wydziału Prawa i Administracji. Był również rektorem Wyższej Szkoły Administracji Publicznej w Ostrołęce w latach 2001–2007. Od 2010 był profesorem zwyczajnym w Katedrze Prawa Handlowego Akademii Leona Koźmińskiego.
W latach 1999–2007 był prezesem Sądu Arbitrażowego przy Krajowej Izbie Gospodarczej, a obecnie jest jego prezesem honorowym. Jest członkiem Académie internationale de droit comparé.

## Publikacje
Jest autorem ponad stu prac naukowych. Zajmuje się głównie problematyką spółek prawa handlowego.
Opublikował m.in.:
- Odpowiedzialność przewoźnika kolejowego za szkody powstałe przy przewozie towarów (w prawie polskim), Warszawa 1970
- Prawo obrotu uspołecznionego: podstawowe instytucje, (współaut.: Wacław Maliszewski, Wiesław Opalski), Warszawa 1976
- Stosunki umowne w procesie inwestycyjnym (umowa o roboty budowlane), Warszawa 1976
- Model prawny obrotu związanego z handlem zagranicznym, Warszawa 1987
- Rozwój spółek handlowych w Polsce – propozycje zmian legislacyjnych, Warszawa 1988
- Kodeks handlowy. Spółka z ograniczoną odpowiedzialnością. Komentarz (red.), Warszawa–Wrocław 1994
- Prawo handlowe (red.), Warszawa 1999, 2008
- Spółka akcyjna. Komentarz (red.) Warszawa 2001